# Marcel Damphousse
Pour les articles homonymes, voir Damphousse.
Marcel Damphousse (né le 19 mars 1963) est un évêque catholique canadien. Il est l'archevêque de l'archidiocèse d'Ottawa-Cornwall en Ontario depuis le 4 décembre 2020. 

## Biographie
Marcel Damphousse est né le 19 mars 1963 au Manitoba au Canada. Il fut ordonné prêtre le 28 juin 1991 pour l'archidiocèse de Saint-Boniface. Il fut prêtre de différentes paroisses avant de devenir le recteur de la cathédrale de Saint-Boniface en 2008. Le 28 juin 2012, il fut nommé évêque du diocèse d'Alexandria-Cornwall en Ontario. Il fut consacré évêque le 2 septembre 2012 par l'archevêque de Kingston, Brendan O'Brien. Le 12 novembre 2015, il fut nommé évêque du diocèse de Sault-Sainte-Marie en Ontario,. Le 6 mai 2020, il fut nommé archevêque coadjuteur de l'archidiocèse d'Ottawa-Cornwall et il fut installé le 16 juin 2020. Il a succédé à Terrence Prendergast comme archevêque d'Ottawa-Cornwall le 4 décembre 2020.